# Reich (film)
Reich – polski film sensacyjny z 2001 roku w reżyserii i według scenariusza Władysława Pasikowskiego. Obraz przyciągnął do polskich kin 150 tys. widzów.

## Opis fabuły
Akcja rozgrywa się w lipcu 1997 roku. Główny bohater Alex (Bogusław Linda) jest płatnym mordercą i ma już dość zabijania. Służył w Legii Cudzoziemskiej, zabijał na rozkaz narkotykowych bossów, aż wreszcie zatęsknił za Polską – krajem, z którego uciekał przed laty. Razem z nim do ojczyzny wybiera się kolega po fachu Andre (Mirosław Baka). Obydwaj mordercy pracują na zlecenie niemieckiego mafiosa Kleina i w interesach przyjeżdżają na wybrzeże, gdzie dochodzi do konfliktu z tutejszą, sopocką mafią. Andre zakochuje się w początkującej modelce, natomiast Alex podrywa kobietę szefa sopockiej mafii i wtedy sytuacja zaczyna się komplikować. Przez pewien czas tożsamość Kleina jest nieznana. Gdy Andre nie zabija nieletniej prostytutki z klubu gangstera „Selera”, gangsterzy domyślają się, że jest on policjantem. Alex umawia się z Kleinem na spotkanie. Wtedy wychodzi na jaw, że Klein to „Gordan”. Na Andre wydano wyrok śmierci. Niemieccy bandyci łączą się z gangiem „Wieśka”. Dochodzi do strzelaniny, w której giną wszyscy prócz „Wieśka”. Ten mimo ran przeżywa i ucieka. Ale po pewnym czasie potajemnie wraca i chce zastrzelić Andre. Bossa dostrzega Alex i ubiega przestrzępcę. Jednak Andre nie wie o powrocie "Wieśka" i myśląc, że Alex mierzy do niego, oddaje śmiertelny strzał do przyjaciela. Dopiero po tym policjant odwraca się i dostrzega jak "Wiesiek" pada na ziemię i umiera. Do Andre dociera, że się pomylił. Proponuje Alexowi pomoc, ale ten ją odrzuca mówiąc, że jest już za późno na jakąkolwiek pomoc i wyrwawszy się Andremu odchodzi. Jednak nie uchodzi nawet kilku kroków. Prawie natychmiast pada na ziemię i umiera. Film kończy się sceną, w której Andre i jego dziewczyna Iwona godzą się i odjeżdżają do Niemiec.

## Produkcja
Zdjęcia kręcono na terenie Polski i Niemiec w następujących lokacjach: 
- Sopot (lokal "Fantom" przy zbiegu ulic Bohaterów Monte Cassino i Powstańców Warszawy, molo, Grand Hotel);
- Gdańsk;
- Gdynia (Bulwar Nadmorski);
- Krynica Morska;
- Łódź (okolice Hotelu Ibis, Hotel Mazowiecki, Hotel Grand, dyskoteka "Faraon", Pałac Izraela Poznańskiego przy ul. Ogrodowej, hotel "Daria" przy ul. Studenckiej, okolice ul. Aleksandra Puszkina);
- zamek Pieskowa Skała we wsi Sułoszowa;
- okolice Ojcowa;
- Berlin (Brama Brandenburska)[1].

## Obsada
- Mirosław Baka jako Andre
- Bogusław Linda jako Alex
- Julia Rzepecka jako Iwona
- Aleksandra Nieśpielak jako Ola, dziewczyna "Wieśka"
- Krzysztof Pieczyński jako "Wiesiek", szef sopockiej mafii
- Łukasz Garlicki jako chłopak Iwony
- Marek Cichucki jako "Jogi", człowiek "Wieśka"
- Artur Dziurman jako "Cygan", zawodowy zabójca
- Aleksander Wysocki jako "Pajac", zawodowy zabójca
- Robert Wabich jako "Słoń", człowiek "Wieśka"
- Mirosław Oczkoś jako "Miazga", człowiek "Wieśka"
- Michał Gadomski jako człowiek "Wieśka"
- Dariusz Siatkowski jako gangster Marcin Zięba "Seler", właściciel agencji towarzyskiej, handlarz narkotykami
- Władysław Pasikowski jako członek zasiadający w jury na castingu modelek
- Denis Delić jako Gordan/Klein
- Przemysław Sadowski jako dealer narkotyków
- Janusz Chabior jako człowiek Wieśka